# 清天宮

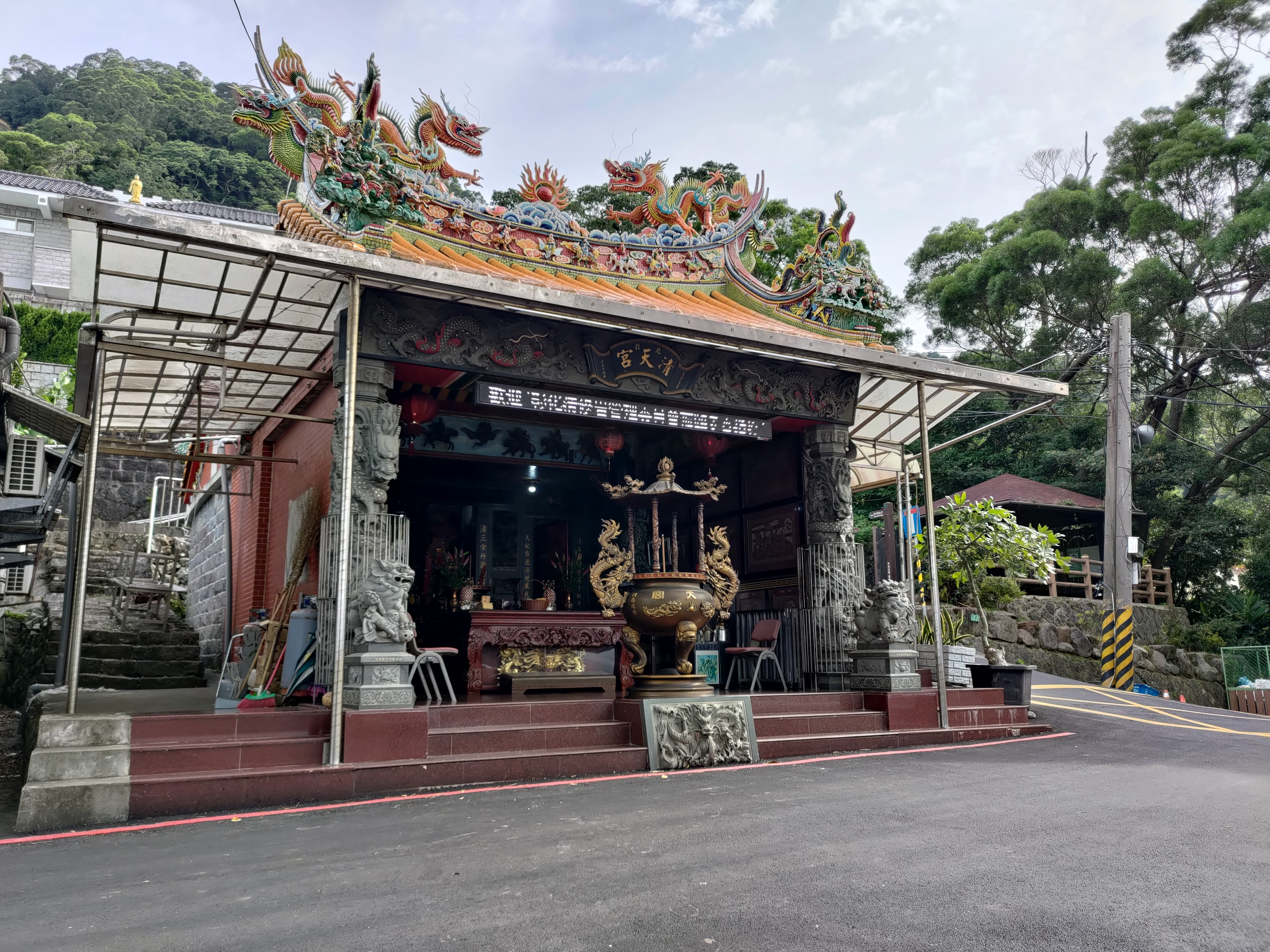
清天宮

清天宮，是台灣台北市北投區大屯里中菁礐聚落的一座廟宇，:40位於陽明山國家公園範圍內。該宮主祀天上聖母，並奉祀清水祖師、保生大帝。主要祭典為農曆正月初五至初七的「禮斗法會」，以及四月十二日恭迎清水祖師、天上聖母等諸神遶境。:40

## 清天宮登山口
在地形上，清天宮所屬的中菁礐聚落位於大屯山山列向南延伸的山腰上。:174由於交通方便，清天宮成為攀登面天山、向天山、大屯山西峰、大屯山南峰、大屯山主峰等大屯山山列諸山峰，以及前往二子坪、向天池等景點的主要起點之一。
在長程連峰縱走方面，這裡是陽明山東西大縱走的終點，也是臺北大縱走第一段（捷運關渡站—二子坪服務站）的必經之處。
登山口位於清天宮旁巷子（復興三路520巷）內約50公尺處左側。

## 交通
清天宮位於復興三路520巷口，駕駛汽車、機車、自行車者可由北投市區經中央北路一段、大同街、復興四路、復興三路前來此地。
在公共交通工具方面，公車小6（北投—清天宮）的終點站牌即在清天宮斜對面。